# Lona Cohen

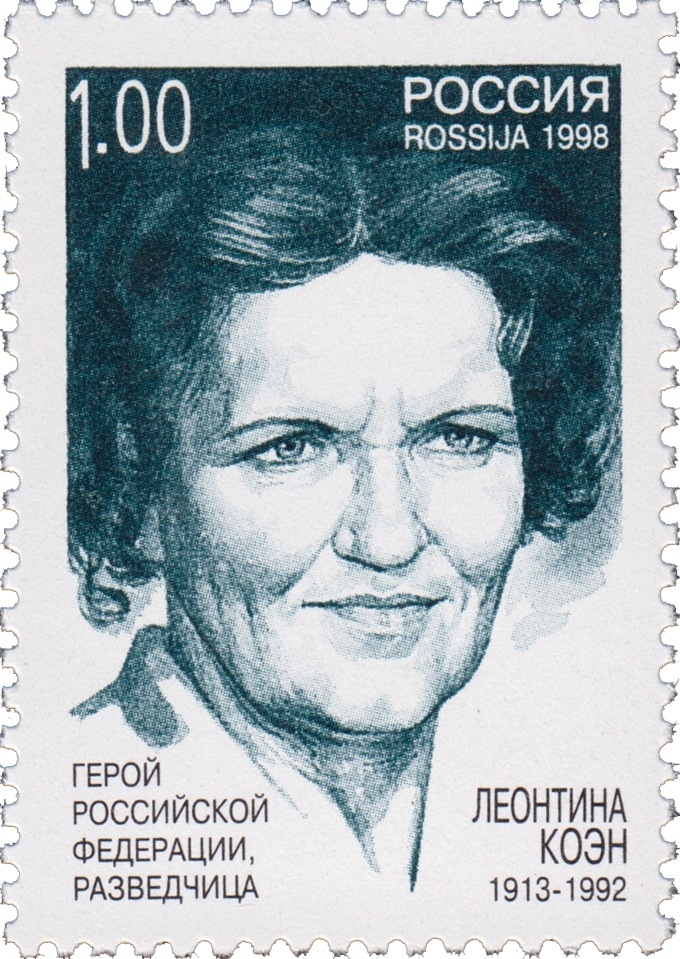
Leontina Cohen (Potschta Rossii 1998)

Leontine (Lona, Leontina) Theresa Cohen, geboren Petke, (russisch Леонтина Владиславовна Коэн; * 11. Januar 1913 in Adams (Massachusetts); † 23. Dezember 1992 in Moskau) war eine US-amerikanische bzw. sowjetische bzw. russische Spionin.

## Leben
Cohen stammte aus einer polnischen Immigrantenfamilie. Mit 15 Jahren verließ sie das Haus ihrer Eltern in Taftsville bei Norwich (Connecticut) und ging nach New York City. Sie schloss sich der Sozialistischen Partei Amerikas (SPA) an und gab in Greenwich Village ihren katholischen Glauben auf. Sie verließ die SPA und wurde 1936 Mitglied der Kommunistischen Partei der USA (CPUSA). George Blake hielt sie für eine äußerst entschlossene und durchsetzungsfähige Frau.
Als Lona Cohen 1941 Morris Cohen heiratete, der in einer Internationalen Brigade am Spanischen Bürgerkrieg teilgenommen hatte, war ihr nicht bewusst, dass er ein sowjetischer Spion war. Sie ließ sich von ihm für sowjetische Spionagetätigkeit für die New Yorker Residentura anwerben. Sie arbeiteten zunächst für den Kontrolloffizier Semjon Semjonow, bis er durch einen anonymen Brief an den FBI angezeigt, nach Moskau zurückberufen und nach vier Monaten durch Anatoli Jazkow ersetzt wurde. Der erste Auftrag der Cohens war die Beschaffung von Teilen neu entwickelter US-amerikanischer Waffen. Sie machte sich mit einem jungen Arbeiter der Flugzeugfabrik in Hartford (Connecticut) bekannt, der für 2000 US-Dollar einen Prototyp eines neuen Maschinengewehrs für sie herausschmuggelte. Ihr Mann brachte es dann in einem Kontrabass-Futteral unauffällig in das sowjetische Konsulat.
Als ihr Mann 1942 eingezogen wurde, leitete Lona Cohen dessen siebenköpfige Freiwilligengruppe, darunter William Weisband, und führte Wissenschafts-, Technik- und Industrie-Spionage an der Ostküste durch. Dank ihrer guten Kontakte zu Hafenarbeitern konnte sie auf den Schiffen Unterlagen  von Seeleuten aus Südamerika und Europa empfangen und übergeben. Dabei arbeitete sie als Maschinistin 1942 bei Publics Metals in West Babylon (New York) und 1943 bei Aircraft Screw Products.
Nach Beginn des Manhattan-Projekts brachte  Lona Cohen als Kurier Geheiminformationen von Theodore Alvin Hall und Rudolf Peierls in Los Alamos (New Mexico) zu Leonid Kwasnikow im sowjetischen Konsulat in New York City.
Nach den Übertritten Igor Gusenkos im September 1945 und Elizabeth Bentleys im November 1945 zum FBI brachen die Cohens ihre NKWD-Kontakte ab, bis 1949 Rudolf Abel ein neues Spionage-Netzwerk aufbaute. Nach der Verhaftung von Klaus Fuchs 1950 flohen die Cohens über Mexiko nach Moskau, worauf Lona Cohen eine Funktechnik- und Verschlüsselungsausbildung erhielt und Morris Cohen als Englisch-Lehrer in Lublin arbeitete. Sie erfüllten Aufträge in Japan, Hongkong, Australien, Neuseeland, Österreich, Belgien und den Niederlanden. Von der neuseeländischen Botschaft in Paris erhielten sie neuseeländische Pässe und reisten auch nach Kanada.
Als Peter und Helen Kroger ließen sich die Cohens mit ihren neuseeländischen Pässen als gebürtige Kanadier 1954 in Ruislip im London Borough of Hillingdon nieder, eröffneten ein Antiquariat und bauten eine Funkstation auf. Mit ihnen arbeitete der Spion Konon Molody zusammen. Im Januar 1961 wurden Morris und Lona Cohen als Mitarbeiter Michał Goleniewskis verhaftet und im März zu Freiheitsstrafen von 25 Jahren für Morris Cohen und 20 Jahren für Lona Cohen verurteilt. Durch den Gefangenenaustausch 1969 kamen die Cohens zurück nach Moskau und bildeten nun junge Spione aus, darunter auch Jack Barsky.
Lona Cohen starb am 23. Dezember 1992 in Moskau und wurde auf dem Kunzewoer Friedhof begraben.

## Ehrungen, Preise
- Rotbannerorden (1969)[1]
- Orden der Völkerfreundschaft (1980er  Jahre)[1]
- Heldin der Russischen Föderation (1996 postum)[1]